# Barbus barbus

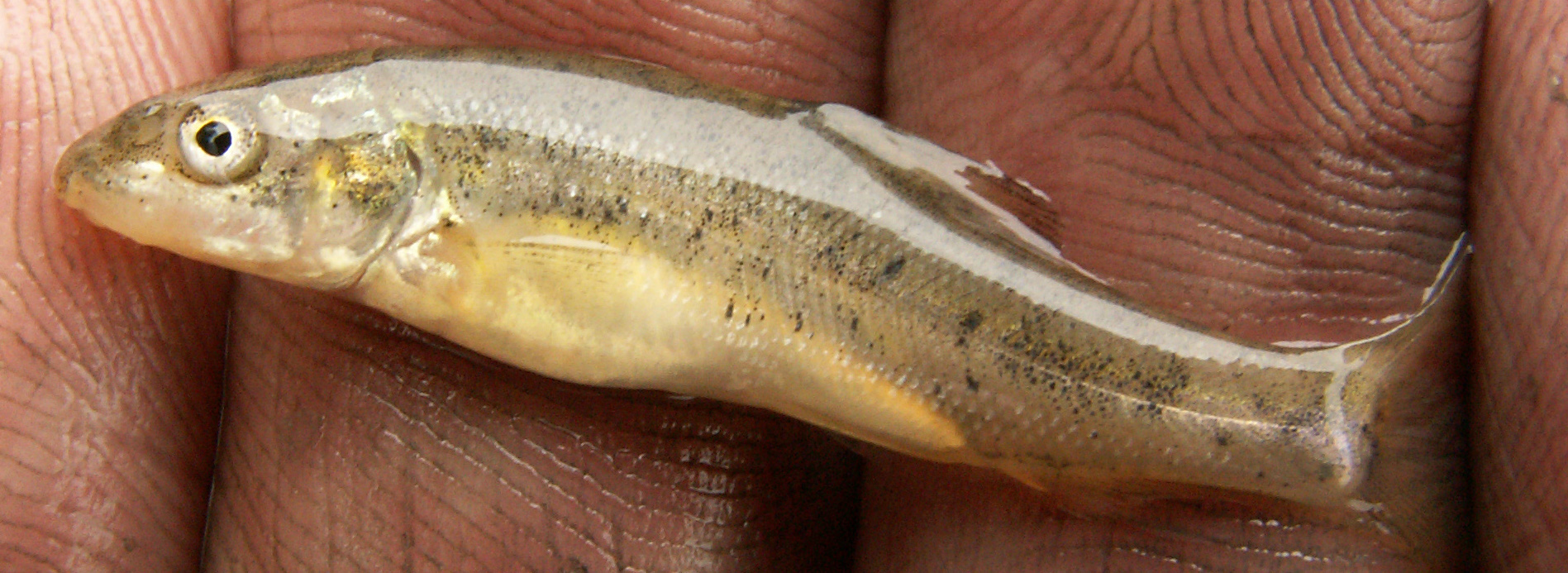
Exemplar capturat al riu Wall (Països Baixos).

El barb ( Barbus barbus) és una espècie de peix cipriniforme de la família dels ciprínids.

## Morfologia
Els mascles poden assolir els 120 cm de longitud total i els 12 kg de pes.

## Subespècies
- Barbus barbus bocagei (nord i centre de la península Ibèrica).
- Barbus barbus plebejus  (Itàlia)
- Barbus barbus sclateri (sud de la península Ibèrica).[3]

## Distribució geogràfica
Es troba a Europa.

## Observacions
Els ous són verinosos.